# Carlos Romero (escritor)
Carlos Romero (Santa Cruz de Tenerife, Islas Canarias, 14 de abril de 1946) es un escritor de telenovelas que ha trabajado en México y en Venezuela, utilizaba en algunas ocasiones el seudónimo de "Celia Alonso". Empezó en la radio de Venezuela como actor infantil a la edad de 12 años en Radio Difusora Venezuela y a escribir a los 15 años en Radio Rumbos también en Caracas. Empieza a escribir televisión en el año 1968 para Radio Caracas Televisión. Llega a México en 1979 de la mano del productor Valentin Pimstein para la segunda parte de Los ricos también lloran, durante la década de los 80's y principios de los 90's se convirtió en escritor de cabecera de Valentin Pimstein. Ha escrito radio y televisión para México, Venezuela y Miami. Se ha caracterizado por tener grandes éxitos al adaptar los libretos originales de Inés Rodena para las cadenas de televisión Televisa y Radio Caracas Televisión.

## Historias originales
- Como tú ninguna (1994/95) (con Alberto Gómez)[4]
- La millonaria Fabiola (1993)
- Cara sucia (1992) (con Alberto Gómez)
- Rubí rebelde (1989)

## Adaptaciones
- Cuidado con el ángel (2008-2009) Original Delia Fiallo
- Peregrina (2005-2006)  Original de Delia Fiallo
- La Intrusa (2001) Original de Inés Rodena
- Mujer bonita (2001) Original de Inés Rodena
- Primera parte de Rosalinda (1999) Original de Delia Fiallo
- Luz Clarita (1996) Original de  Abel Santa Cruz
- Marimar  (1994) Original de Inés Rodena
- Media parte de Valentina (1993) Original de Alfonso Cremata, Salvador Ugarte e Inés Rodena
- María Mercedes (1992) Original de Inés Rodena
- Carrusel de las Américas (1992) Original de Abel Santa Cruz
- Simplemente María (1989-1990) Original de Celia Alcántara
- Rosa salvaje (1987-1988) Original de Inés Rodena y Abel Santa Cruz
- La indomable (1987) Original de Hilda Morales de Allouis
- Pobre señorita Limantour (1987) Original de Inés Rodena
- Pobre juventud (1986) Original de Felix B.Caignet
- Monte Calvario (1986) Original de Delia Fiallo
- Vivir un poco (1985-1986) Original de Arturo Moya Grau
- Los años pasan (1985) Original de Inés Rodena
- Los años felices (1984-1985) Original de Arturo Moya Grau
- Principessa (1984-1986) Original de Nené Cascallar
- Primera parte de La fiera (1983-1984) Original de Inés Rodena
- 200 capítulos de: Amalia Batista (1983-1984) Original de Inés Rodena
- Bianca Vidal (1982-1983) Original de Inés Rodena
- Vanessa (1982) Original de Antonio Teixeira y Carmen Lidia
- El hogar que yo robé (1981) Original de Inés Rodena
- Colorina (1980) Original de Arturo Moya Grau
- 180 capítulos de: Soledad (1980-1981) Original de Inés Rodena
- Ambición (1980) Original de Inés Rodena
- Verónica (1979) Original de Inés Rodena
- Segunda parte de Los ricos también lloran (1979-1980) Original de Inés Rodena
- Tres mujeres (1978) Original de Iris Dávila[5]
- Raquel (1973) Original de Inés Rodena
- La doña (1972) Original de Inés Rodena
- Sacrificio de mujer (1972) Original de Inés Rodena
- Bárbara (1971) Original de Olga Ruilópez
- Corín Tellado Presenta. Por un pecado de amor (1968) Original de Corín Tellado
- Corin Tellado Presenta. Dos Mujeres (1968) Original de Corin Tellado.

## Nuevas versiones reescritas por el mismo
- Corazón indomable (2013) Original de Inés Rodena (Marimar)
- Inocente de ti (2004) Original de Inés Rodena[6]
- La usurpadora (1998) Original de Inés Rodena (El hogar que yo robé)
- Bendita mentira (1996) Original de Inés Rodena (Soledad)
- María la del barrio (1995-1996) Original de Inés Rodena (Los ricos también lloran)
- Prisionera de amor (1994) Original de Inés Rodena (Amalia Batista)

## Nuevas versiones reescritas por otros
- Amanecer (2025) adaptado por Pablo Ferrer García-Travesí y Santiago Pineda Aliseda, remake de Monte Calvario
- Los ricos también lloran (2022) adaptado por Esther Feldman y Rosa Salazar Arenas, remake de Los ricos también lloran
- La usurpadora (2019) adaptado por Larissa Andrade y Fernando Abrego, remake de La usurpadora
- El vuelo de la Victoria (2017) adaptado por María Antonieta "Calú" Gutiérrez y Anthony Martínez, usando algunos libretos de Como tú ninguna
- Simplemente María (2015-2016) Original de Celia Alcántara, adaptado por Gabriela Ortigoza, Nora Alemán, Ricardo Tejeda y Alejandro Orive
- La Gata (2014) Original de Inés Rodena, adaptado por Maria Antonieta Calú Gutiérrez usando libretos de La Fiera y Rubí rebelde)
- Pobre diabla (2009/2010) Remake de Cara sucia, adaptado por Mauricio Somuano y Guadalupe Obon
- Te sigo amando (1996-1997) Remake de: Monte Calvario Original de: Delia Fiallo Adaptación de: Rene Muñoz
- Para toda la vida (1996) Remake de: Vivir un poco Original de: Arturo Moya Grau Adaptación de: Jesus Calzada

## Premios y nominaciones

### Premios TVyNovelas
| Año  | Categoría                | Telenovela           | Resultado |
| ---- | ------------------------ | -------------------- | --------- |
| 2014 | Mejor guion o adaptación | Corazón indomable    | Nominado  |
| 2009 | Mejor guion o adaptación | Cuidado con el ángel | Nominado  |

- (Premios Teleguia México) (1981) (Mejor libreto)  (Soledad)  (Ganador)